# Мушка (приманка)
Мушка (стример) — искусственная рыболовная приманка. Используется в таких видах рыбной ловли, как нахлыст и спиннинг, в основном — на хищную рыбу.
Изготавливается из различных материалов: перьев и меха животных, шерстяных ниток, люрекса, мишуры и т.д.
В спиннинговой ловле стример используют с прикреплённым к нему грузом-головкой («чебурашкой»).
В нахлыстовой ловле мушка служит имитацией какого-нибудь насекомого. Бывают сухие и мокрые мушки. Сухие плавают на поверхности, а мокрые — в глубине воды (предназначены для ведения под водой). Для сухих используют жёсткие и эластичные перья (как основа мушки). Для мокрых — мягкие и пушистые.
Крючки для мушек (стримеров) подбирают в соответствии с телом мушки. Возможно использование двойников и тройников.